# Lista över Montenegros premiärministrar
Montenegros premiärminister (montenegrinska: Premijer Crne Gore), är Montenegros regeringschef. Premiärministerns roll är att styra arbetet i regeringen och att lägga fram förslag åt parlamentet, samt klargöra regeringens program och tillsätta ministrar. En premiärministers avgång orsakar sin regerings fall. 
Den nuvarande premiärminister är Milojko Spajić, som tillträdde den 31 oktober 2023.

## Republiken Montenegro
| Nr                                                     | Regeringschef | Regeringschef | Regeringschef      | Född-Död | Mandatperiod — Parlamentsval | Mandatperiod — Parlamentsval | Politiskt parti               | Notering(ar) |
| ------------------------------------------------------ | ------------- | ------------- | ------------------ | -------- | ---------------------------- | ---------------------------- | ----------------------------- | --- |
| Premiärministrar sedan självständigheten (3 juni 2006) |               |               |                    |          |                              |                              |                               | |
| 1 (25)                                                 |               |               | Milo Đukanović     | 1962–    | 5 juni 2006                  | 10 november 2006             | Demokratiska socialistpartiet | Andra mandatperioden. Serbien och Montenegro upplöstes den 3 juni 2006 och Đukanović blev självständiga Montenergros första premiärminister. |
| 1 (25)                                                 | 2002          |               | Milo Đukanović     | 1962–    |                              |                              | Demokratiska socialistpartiet | Andra mandatperioden. Serbien och Montenegro upplöstes den 3 juni 2006 och Đukanović blev självständiga Montenergros första premiärminister. |
| 3 (27)                                                 |               |               | Željko Šturanović  | 1960–    | 10 november 2006             | 29 februari 2008             | Demokratiska socialistpartiet | Avgick på grund av sjukdom. |
| 3 (27)                                                 | 2006          |               | Željko Šturanović  | 1960–    |                              |                              | Demokratiska socialistpartiet | Avgick på grund av sjukdom. |
| 1 (25)                                                 |               |               | Milo Đukanović     | 1962–    | 29 februari 2008             | 21 december 2010             | Demokratiska socialistpartiet | Tredje mandatperioden. |
| 1 (25)                                                 | 2009          |               | Milo Đukanović     | 1962–    |                              |                              | Demokratiska socialistpartiet | Tredje mandatperioden. |
| 4 (28)                                                 |               |               | Igor Lukšić        | 1976–    | 29 december 2010             | 4 december 2012              | Demokratiska socialistpartiet | Var världens yngsta regeringschef 2010-2012.                                                                                                 |
| 4 (28)                                                 | —             |               | Igor Lukšić        | 1976–    |                              |                              | Demokratiska socialistpartiet | Var världens yngsta regeringschef 2010-2012.                                                                                                 |
| 1 (25)                                                 |               |               | Milo Đukanović     | 1962–    | 4 december 2012              | 28 november 2016             | Demokratiska socialistpartiet | Fjärde mandatperioden. |
| 1 (25)                                                 | 2012          |               | Milo Đukanović     | 1962–    |                              |                              | Demokratiska socialistpartiet | Fjärde mandatperioden. |
| 5 (29)                                                 |               |               | Duško Marković     | 1958–    | 28 november 2016             | 4 december 2020              | Demokratiska socialistpartiet | |
| 5 (29)                                                 | 2016          |               | Duško Marković     | 1958–    |                              |                              | Demokratiska socialistpartiet | |
| 6 (30)                                                 |               |               | Zdravko Krivokapić | 1958–    | 4 december 2020              | 28 april 2022                | Oberoende                     | Första oberoende premiärministern |
| 6 (30)                                                 | 2020          |               | Zdravko Krivokapić | 1958–    |                              |                              | Oberoende                     | Första oberoende premiärministern |
| 7 (31)                                                 |               |               | Dritan Abazović    | 1985–    | 28 april 2022                | 31 oktober 2023              | URA                           | Första premiärminister med albansk etnicitet                                                                                                 |
| 7 (31)                                                 | —             |               | Dritan Abazović    | 1985–    |                              |                              | URA                           | Första premiärminister med albansk etnicitet                                                                                                 |
| 8 (32)                                                 |               |               | Milojko Spajić     | 1987–    | 31 oktober 2023              | Innehar ämbetet              | Europa nu!                    | |
| 8 (32)                                                 | 2023          |               | Milojko Spajić     | 1987–    |                              |                              | Europa nu!                    | |

Den här artikeln är helt eller delvis baserad på material från engelskspråkiga Wikipedia, tidigare version.